# Palo Alto, Calvillo
Palo Alto är en ort i Mexiko.   Den ligger i kommunen Calvillo och delstaten Aguascalientes, i den centrala delen av landet, 500 km nordväst om huvudstaden Mexico City. Palo Alto ligger 1 957 meter över havet och antalet invånare är 222.
Terrängen runt Palo Alto är huvudsakligen lite bergig. Palo Alto ligger nere i en dal. Runt Palo Alto är det ganska tätbefolkat, med 67 invånare per kvadratkilometer. Närmaste större samhälle är La Labor, 9,1 km söder om Palo Alto. I omgivningarna runt Palo Alto växer huvudsakligen savannskog.